# Julio Gil Pecharromán
Julio Gil Pecharromán és un historiador espanyol contemporani, nascut a Madrid. Va estudiar també periodisme. Ha exercit la docència durant diversos anys a la Universitat Complutense de Madrid, on va realitzar els seus estudis. Actualment és professor titular d'Història Contemporània a la UNED. La seva línia d'investigació se centra en la història política espanyola del segle xx, i més concretament en els partits de la dreta. El 1985, la Universitat Complutense va publicar la seva tesi sobre Renovación Española. Una alternativa monárquica a la Segunda República. Ha col·laborat en diverses obres col·lectives i és autor de nombrosos articles sobre història espanyola i europea contemporània.
En la investigació i docència el va iniciar Carlos Seco Serrano, del que va ser ajudant de càtedra. Ha emprès una pentalogia biogràfica de polítics de la Segona República de la qual han aparegut quatre volums. El 1996 es va publicar el de José Antonio Primo de Rivera. El 2000 va publicar una altra obra sobre el doctor Albiñana, que va introduir les primeres milícies de partit i la primera violència rondaire. El 2005 es va editar el llibre sobre Niceto Alcalá Zamora. El 2007 va aparèixer la biografia de Ricardo Samper, dirigent del republicanisme blasquista de València i membre de la comissió que va redactar la Constitució de 1931.

## Obres
- José Antonio Primo de Rivera: retrato de un visionario Planeta-De Agostini, 2005. ISBN 84-674-2262-9
- Niceto Alcalá-Zamora: un liberal en la encrucijada Síntesis, 2005. ISBN 84-9756-314-X
- Historia de la Segunda República Española (1931-1936) Madrid : Biblioteca Nueva, 2002. ISBN 84-9742-025-X
- Historia contemporánea de Europa centro-oriental Universidad Nacional de Educación a Distancia, UNED, 2002. ISBN 84-362-4825-2
- La segunda república Madrid : Historia 16, 1999. ISBN 84-7679-128-3
- Historia de España SGEL: Sociedad General Española de Librería, 1998. ISBN 84-7143-704-X
- La segunda república: esperanzas y frustraciones Temas de hoy, 1996. ISBN 84-7679-319-7
- Conservadores subversivos: la derecha autoritaria alfonsina (1913-1936) EUDEMA Universidad, 1994. ISBN 84-7754-157-4